# 法属交趾支那

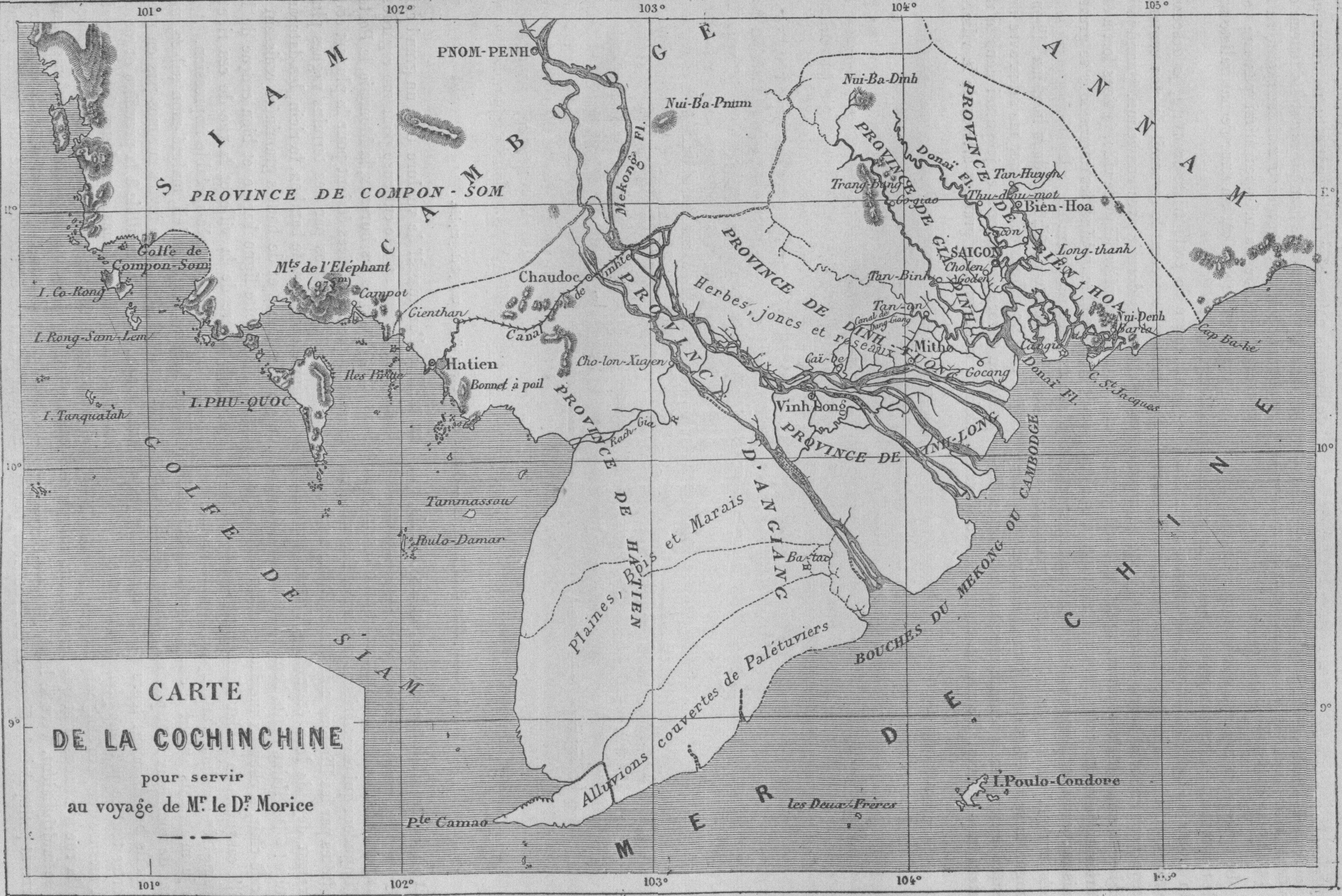
交趾支那地圖，1872年

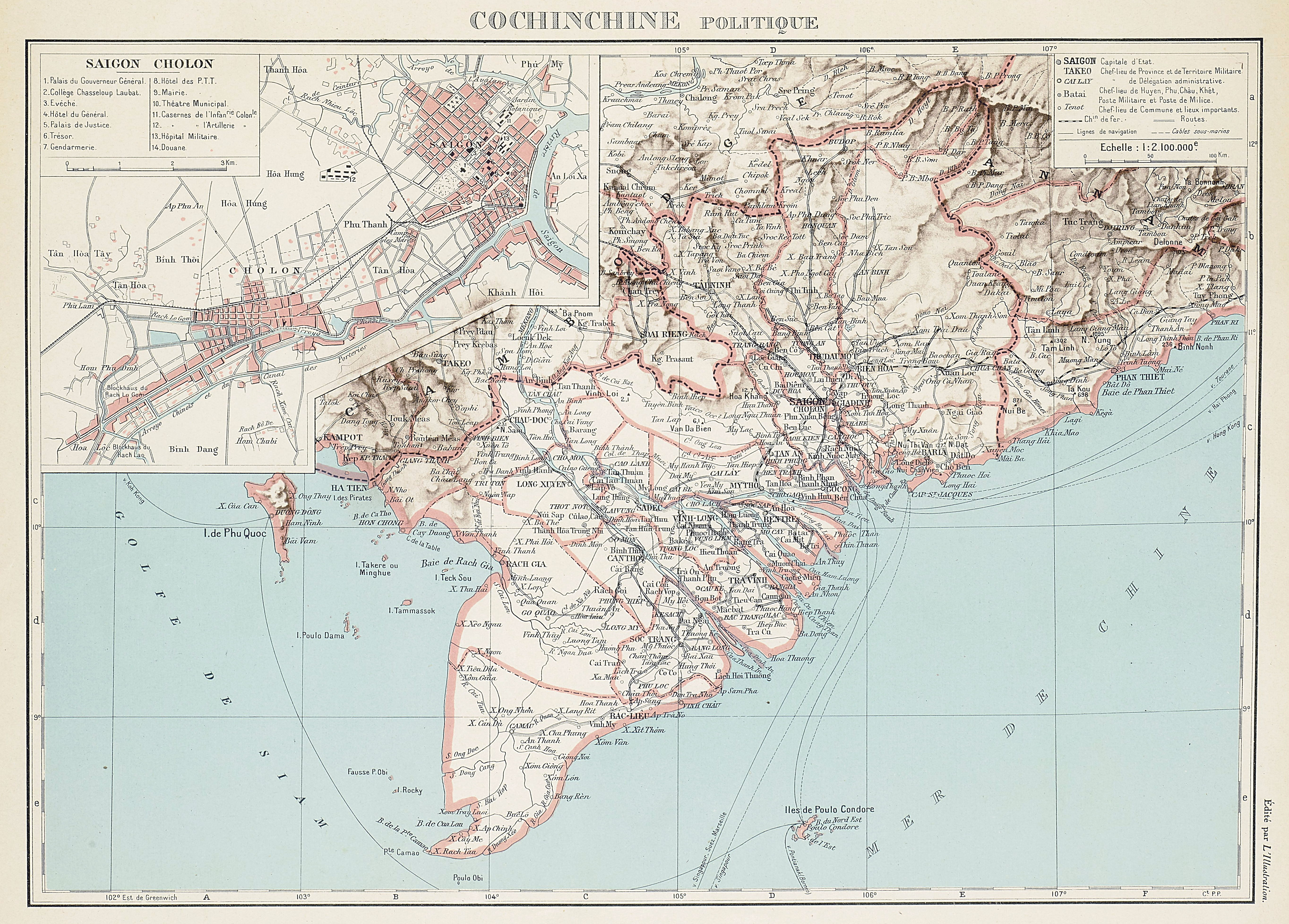
法屬交趾支那地圖，1929年

法属交趾支那（法語：Cochinchine française），是法蘭西第二帝國於1862年在現今越南南部所建立的一個直轄殖民地，首府設於西贡。越南人稱之為南圻（越南语：／），意為「南方之土」。1887年，併入法屬印度支那聯邦。同時，法國將北部的東京保護國、中部的安南保护国和柬埔寨保護國同時納入法屬印度支那體系。

## 历史
為了擴張領土，法国皇帝拿破仑三世决定夺取越南南部，在1858年9月占领岘港。1859年2月18日，法蘭西第二帝国占领边和省、嘉定省和定祥省三个南部省份。1862年4月13日，越南被迫将其割让给法国。1864年，法国将所得领土称为交趾支那。
1867年，法国夺得安江省、河仙省和永隆省三省。1887年，交趾支那成为法属印度支那的一部分 (当时包括安南、东京与柬埔寨)。1941年7月28日，日本军驻守于該地，在1945年3月9日发动三九政变正式占领，直至二戰结束。1945年5月16日至1946年，交趾支那名义上是越南帝国（阮朝）的领土；1946年6月1日，南圻自治共和國正式成立；1949年6月4日，與越南临时中央政府合併。